# Nordmarianerna vid världsmästerskapen i simsport 2022
Nordmarianerna tävlade vid världsmästerskapen i simsport 2022 i Budapest i Ungern mellan den 17 juni och 3 juli 2022. Nordmarianerna hade en trupp på fyra idrottare.

## Simning
Herrar
| Idrottare     | Gren               | Heat    | Heat      | Semifinal        | Semifinal        | Final            | Final            |
| Idrottare     | Gren               | Tid     | Placering | Tid              | Placering        | Tid              | Placering        |
| ------------- | ------------------ | ------- | --------- | ---------------- | ---------------- | ---------------- | ---------------- |
| Taiyo Akimaru | 50 meter frisim    | 26,02   | 76        | Gick inte vidare | Gick inte vidare | Gick inte vidare | Gick inte vidare |
| Taiyo Akimaru | 50 meter fjärilsim | 27,85   | 64        | Gick inte vidare | Gick inte vidare | Gick inte vidare | Gick inte vidare |
| Juhn Tenorio  | 50 meter ryggsim   | 28,18   | 41        | Gick inte vidare | Gick inte vidare | Gick inte vidare | Gick inte vidare |
| Juhn Tenorio  | 100 meter ryggsim  | 1.00,93 | 41        | Gick inte vidare | Gick inte vidare | Gick inte vidare | Gick inte vidare |

Damer
| Idrottare        | Gren               | Heat    | Heat      | Semifinal        | Semifinal        | Final            | Final            |
| Idrottare        | Gren               | Tid     | Placering | Tid              | Placering        | Tid              | Placering        |
| ---------------- | ------------------ | ------- | --------- | ---------------- | ---------------- | ---------------- | ---------------- |
| Maria Batallones | 50 meter bröstsim  | 37,77   | =50       | Gick inte vidare | Gick inte vidare | Gick inte vidare | Gick inte vidare |
| Maria Batallones | 100 meter bröstsim | 1.26,01 | 52        | Gick inte vidare | Gick inte vidare | Gick inte vidare | Gick inte vidare |
| Jinie Thompson   | 50 meter frisim    | 31,36   | 74        | Gick inte vidare | Gick inte vidare | Gick inte vidare | Gick inte vidare |
| Jinie Thompson   | 100 meter frisim   | 1.10,31 | 58        | Gick inte vidare | Gick inte vidare | Gick inte vidare | Gick inte vidare |

Mix
| Idrottare                                                  | Gren                 | Heat    | Heat      | Final            | Final            |
| Idrottare                                                  | Gren                 | Tid     | Placering | Tid              | Placering        |
| ---------------------------------------------------------- | -------------------- | ------- | --------- | ---------------- | ---------------- |
| Taiyo Akimaru Maria Batallones Juhn Tenorio Jinie Thompson | 4 × 100 meter frisim | 4.12,95 | 25        | Gick inte vidare | Gick inte vidare |
| Taiyo Akimaru Maria Batallones Juhn Tenorio Jinie Thompson | 4 × 100 meter medley | 4.37,91 | 26        | Gick inte vidare | Gick inte vidare |